# Make Holland Great Again
Make Holland Great Again is een programma van BNNVARA. Het programma behandelt elke aflevering enkele onderwerpen die beter zouden kunnen in Nederland. Zo wordt er aandacht besteed aan laaggeletterdheid, de negatieve gevolgen op het milieu van de kledingindustrie en plastic. Het programma werd gepresenteerd door Sahil Amar Aïssa. Het eerste seizoen werd uitgezonden vanaf augustus 2019, een tweede seizoen volgde vanaf september 2020.
Make Holland Great Again is gebaseerd en naar het format van Make Belgium Great Again van een productieteam, die na de ontwikkeling van Sorry voor alles voor Eén en Make Belgium Great Again voor VTM zich als productiehuis FC Panache ontwikkelde. Het Make Your Country Great Again-format werd na de succesvolle Vlaamse en Nederlandse versies internationaal verkocht op de Franse televisiebeurs MIPCOM. Na een versie voor Franstalig België op RTL TVI bracht ORF in 2020 ook een lokale adaptatie met Make Austria Great Again.